# Karamlech
Karamlech (en árabe: كرمليس) es una ciudad situada en Irak al este de Mosul. Se encuentra en la gobernación de Nínive.

## Historia
La ciudad fue tomada por el Estado Islámico el 7 de agosto de 20141, y retomada por el ejército iraquí el 24 de octubre de 2016 durante la batalla de Mosul. El 24 de octubre de 2016, el ejército iraquí anunció que había recapturado a Karamlech después de violentos enfrentamientos.
En 2018, la Militia Templi, a través de la Fundación Jacques de Molay y en alianza con el Instituto Verbo Encarnado, inició la reconstrucción de la ciudad, comprometiéndose con la reforma del saneamiento ambiental, además de la reconstrucción de viviendas para 200 cristianos familias que se vieron obligadas a buscar refugio del terror yihadista islámico.
Antes de la llegada del Estado Islámico, había unos 10.000 habitantes en Karamlech, la mayoría de ellos cristianos.